# Fritz Zadow
Fritz Zadow (* 14. Mai 1862 in Nürnberg; † 30. November 1926 ebenda; vollständiger Name: Friedrich Karl Zadow) war ein deutscher Bildhauer und Medailleur.

## Leben
Zadow wurde in Nürnberg als Sohn des Kaufmanns Alexander Theodor Zadow und dessen Ehefrau Sophia Anna Madlon Zadow geb. Heller geboren. Am 17. Mai 1895 heiratete er die Erzieherin Helene Clara Selma Elisabeth Pyper. Er studierte zunächst an der Kunstgewerbeschule Nürnberg und ab 1882 an der Berliner Kunstakademie bei Heinrich Schwabe. Ab 1885 vollendete er seine Ausbildung als Meisterschüler von Reinhold Begas. 1893 kehrte er nach Nürnberg zurück und war dort als freischaffender Künstler tätig.

## Werk
Zadows künstlerisches Werk umfasst Medaillen, Reliefs, Epitaphien, Büsten sowie Objekte im öffentlichen Raum. 1895 fertigte er im Auftrag von Maximilian Brust den Nymphenbrunnen in der Mitte des Aufseßplatzes in Nürnberg und entwarf 1897 die Bronzefigur auf dem Burgschmietbrunnen an der Ecke Neutorgraben / Burgschmietstraße in Nürnberg. Im Auftrag der Stadt Nürnberg fertigte er zum 100. Geburtstag des Philosophen Ludwig Feuerbach eine Porträtplakette an. Diese Plakette wurde in eine Gedenktafel eingefügt, die am 14. Juni 1906 am ehemaligen Wohnhaus Feuerbachs angebracht wurde und am 11. April 1999 in Form eines Gedenksteins am Fuß des Rechenbergs in Nürnberg neu aufgestellt wurde. Im gleichen Jahr gestaltete er anlässlich der Hundertjahrfeier der Zugehörigkeit Nürnbergs zu Bayern eine doppelseitige Medaille, die anschließend sowohl in Silber als auch in Bronze hergestellt wurde. Aus dem gleichen Jahr stammt seine Bildnismedaille von Ludwig Feuerbach. Zadow signierte die Porträts seiner Medaillen mit den Initialen „FZ“, wobei das „Z“ in das „F“ eingepasst war. Fotografien, Dokumente und Werkskizzen aus seinem Nachlass befinden sich im Deutschen Kunstarchiv des Germanischen Nationalmuseums in Nürnberg und in der Bayerischen Staatsbibliothek.

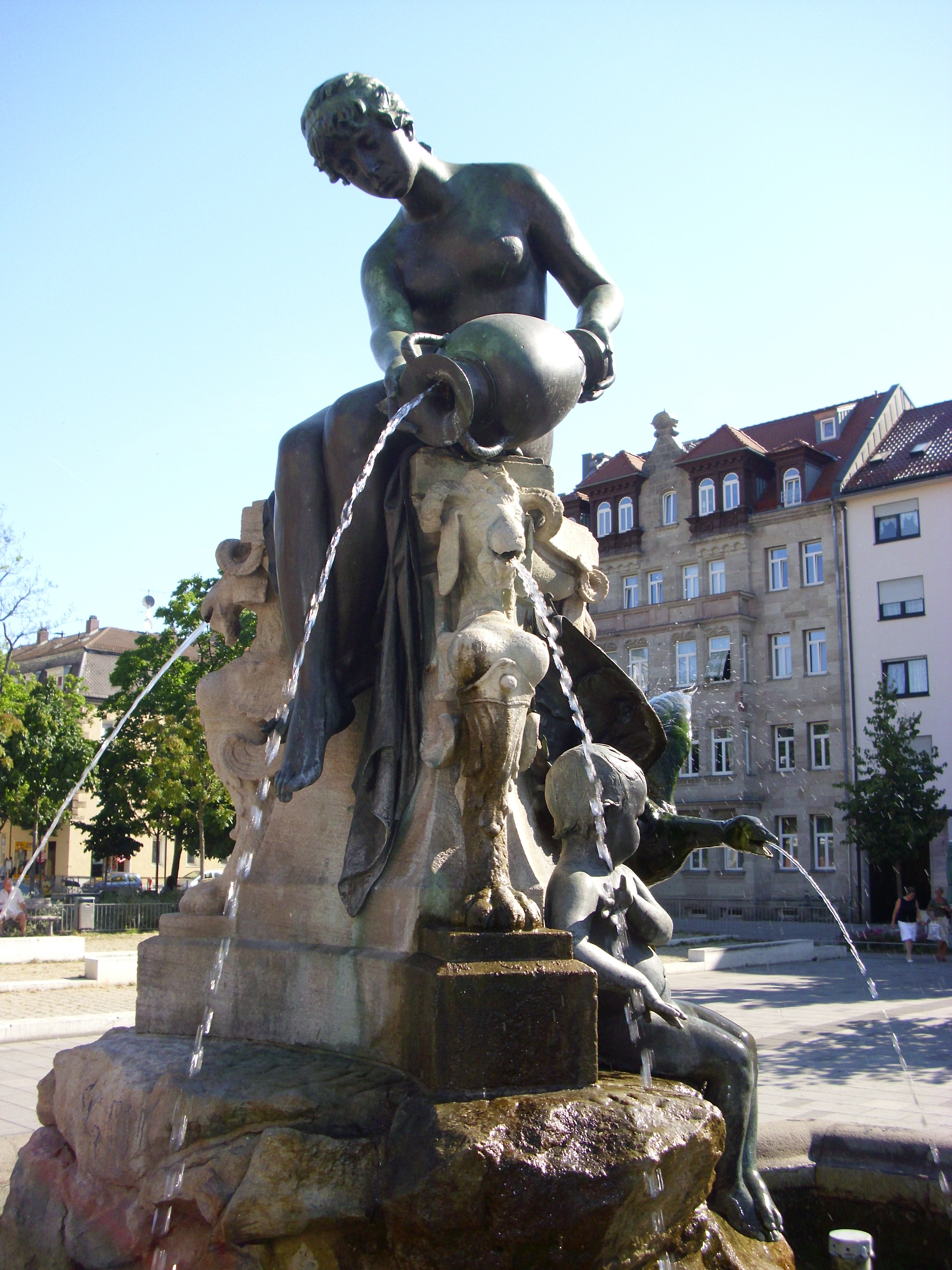
Figurengruppe des Nymphenbrunnens in Nürnberg (2010)
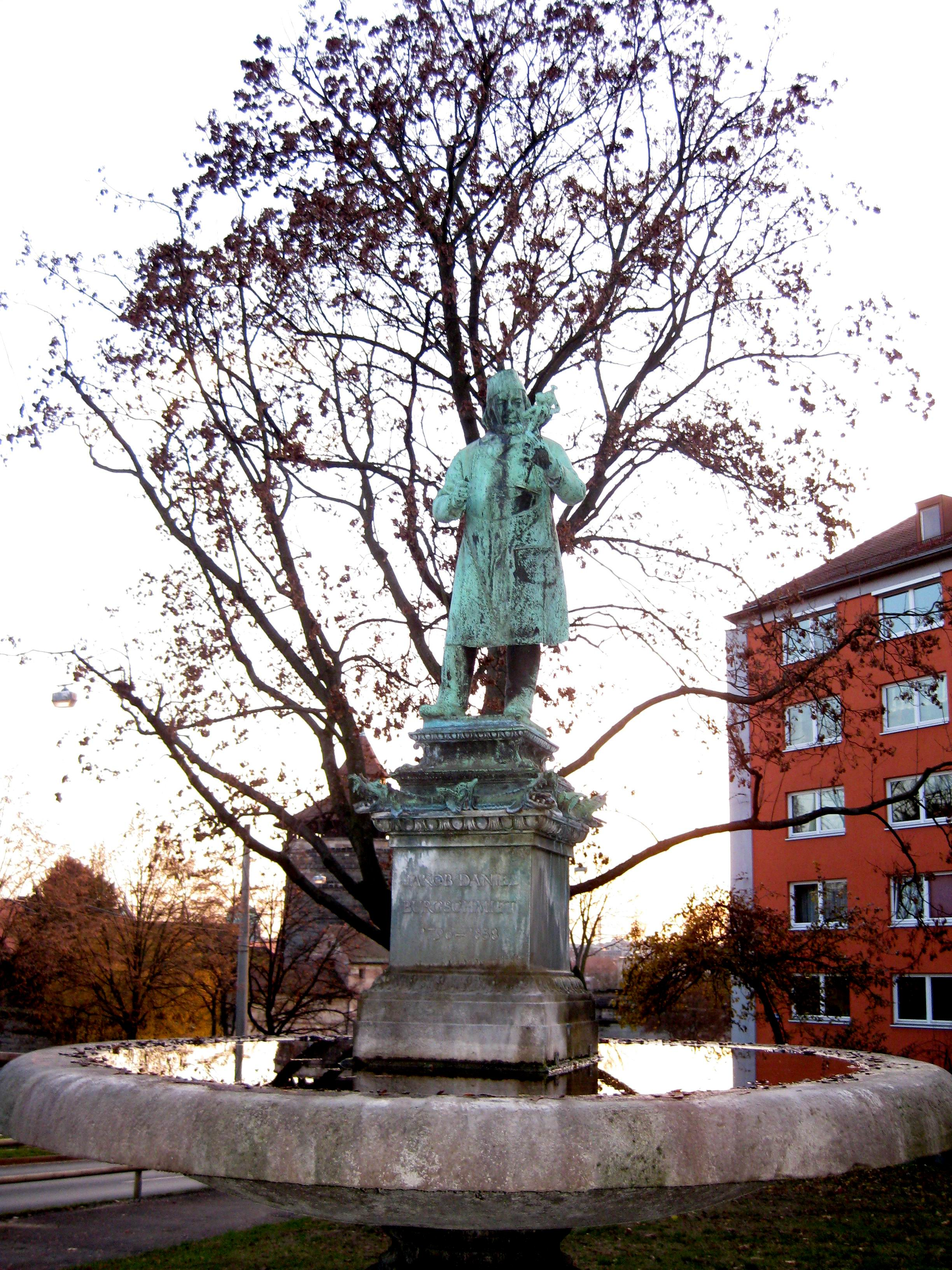
Burgschmietbrunnen in Nürnberg (2009)
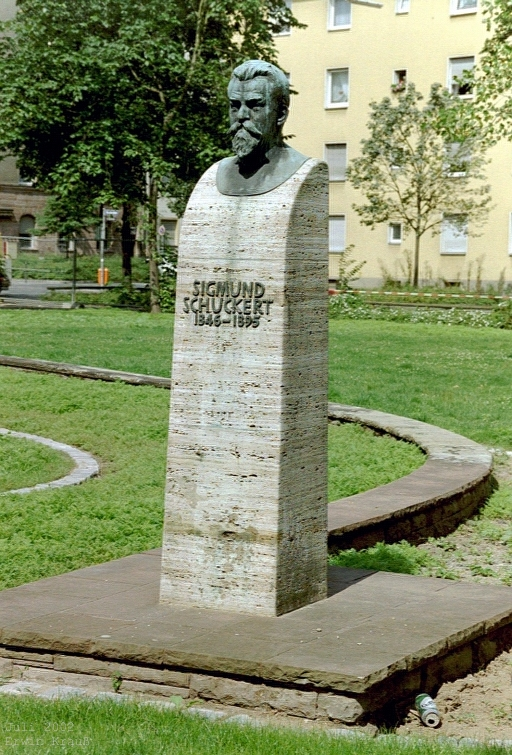
Sigmund-Schuckert-Denkmal in Nürnberg (2002)

Weitere Werke
- 1903: Relief für die neue Poliklinik an der Agnesbrücke[4]
- 1906: Epitaph für Adolph Freiherr von Geuder von Heroldsburg (1827–1906)
- vor 1911: Sigmund-Schuckert-Denkmal auf dem Schuckertplatz